# 52-K 85mm高射砲
85mm高射砲1939年型52-K（ロシア語：85-мм зенитная пушка образца 1939 года (52-К)）は、第二次世界大戦で使用されたソビエト連邦の高射砲である。水平爆撃機などの中高高度を飛行する航空機を迎撃するのに適しており、独ソ戦の全期間を通して運用された。
52-Kの生産は1944年に終了し、以後は改良型の85mm高射砲1944年型KS-12Aの生産に移った。同時に、これまで生産された52-KはKS-12と呼称されることになった。
52-Kは、緊急時には対戦車砲として運用することもできた。また、T-34-85中戦車などに搭載された一連の85mm戦車砲は、この高射砲から派生したものである。

## 設計と編成
52-Kは、M・N・ロギノフとG・D・ドローヒンらによって設計され、1939年に制式採用された。本来は防空用の火砲だが、対戦車戦闘を想定して徹甲弾も配備されていた。52-Kと同時期のドイツ国防軍の高射砲として、8.8 cm FlaK 18/36/37がある。
52-Kは、16門で一つの重対空連隊を構成し、この連隊は野戦対空軍の師団に配属された。85mm高射砲は、大戦中に4,047機の枢軸国軍機を撃墜し、1機を撃墜するためには平均598発の砲弾を要した。
戦後に過剰となった52-Kは、東側諸国に供与された。また、山岳地帯で対雪崩砲として使用されたものもあった。

## 戦車砲
1943年、ソ連軍は88mm戦車砲を搭載し厚い装甲を備えたドイツ軍のティーガーI重戦車に遭遇した。当時のT-34中戦車は76.2mm F-34戦車砲を主砲として装備していたが、この砲ではティーガーIに対抗することは困難だった。このため、軍事計画者たちはV・グラービンとF・ペトロフの設計局に、より強力な戦車砲を設計するよう指示した。新しい砲は52-K高射砲の対戦車砲弾を使用するものとされた。
最初にペトロフらが手掛けたD-5が完成した。この砲は、SU-85自走砲に搭載され、いち早く前線に送られた。一方、グラービンらは第92スターリン工場でZiS-53の設計を進めたが、完成はD-5より遅れた。また、開発中にグラービンが中央火砲設計局（TsAKB）に異動となり、A・サービンがプロジェクトを引き継いだ。これとは別にK・シデレンコのチームがS-18を開発した。
3つの戦車砲はゴロホビエスキー試験場で審査され、ZiS-53が新しいT-34の主砲に選ばれた。ところが、新しい砲塔は先に完成したD-5を前提に設計されていたため、ZiS-53を搭載するには手直しが必要になった。改良された砲塔の準備が整うまで、D-5のサブタイプであるD-5T戦車砲を装備したT-34が生産されることになった。これは、T-34-85 1943年型と呼ばれ、1943年末に生産が始まった。
砲塔が再設計される間、サービンらはZiS-53の改良を行った。新しい砲は彼のイニシャル"S"を加えてZiS-S-53と名付けけられた。ZiS-S-53を装備するT-34-85は1944年型と呼ばれ、1943年型に代わって1944年春から生産された。
後に行われた試験では、85mm戦車砲の威力は元となった高射砲に劣っていることが判明した。このため、新たに122mm対戦車砲が開発されることになった。

### 搭載車両
- KV-85重戦車 - D-5を搭載。
- SU-85自走砲 - D-5を搭載。
- IS-1重戦車 - D-5を搭載。
- T-34-85中戦車 - D-5およびZiS-S-53を搭載。
- T-44中戦車 - ZiS-S-53を搭載。

## 登場作品
52-Kは、戦後ソビエト始め東側で製作された戦争映画に頻繁に登場している。また、全体的な構成と駐退機周りの構造がドイツのFlaK 18/36/37高射砲に類似しているため、ドイツ軍兵器として登場する作品も多い。西側で製作された幾つかの映画には「88ミリ砲」として登場している。